# Teretrius australis
Teretrius australis är en skalbaggsart som beskrevs av Lewis 1893. Teretrius australis ingår i släktet Teretrius och familjen stumpbaggar. Inga underarter finns listade i Catalogue of Life.